# Michail Toechatsjevski
Michail Nikolajevitsj Toechatsjevski (Russisch: Михаил Николаевич Тухачевский) (Vladimir, 16 februari 1893 – Moskou, 11 juni 1937) was een maarschalk van de Sovjet-Unie die terechtgesteld werd in de Grote Zuivering.

## Opleiding
Michail Toechatsjevski studeerde in 1914 af aan de Aleksandrovskye Militaire School, in de oblast Smolensk. Aangezien Smolensk toen onder Poolse autoriteit stond, schrijven sommige historici Toechatsjevski ten onrechte een Poolse afkomst toe. Ook de aanname van een Joodse afkomst berust niet op feiten.

## Eerste Wereldoorlog
Na het uitbreken van de Eerste Wereldoorlog werd hij luitenant en was hij krijgsgevangen in het fort van Ingolstadt. Na de Oktoberrevolutie van 1917 kwam hij als gevolg van een gevangenenruil vrij en keerde naar Rusland terug, waar hij zich aansloot bij de bolsjewieken.

## Rode Leger
In 1919 sloot hij zich aan bij het Rode Leger waar Trotski hem ontdekte als een slimme strateeg. In 1920 was hij verdedigingscommandant van Moskou. Kort daarna werd hij generaal en bevelhebber van het 5e Leger.
In 1921 onderdrukte Toechatsjevski in opdracht van de regering de Opstand van Kronstadt en de Tambov-opstand. Bij de onderdrukking van deze laatste opstand gebruikte hij gifgas.

## Pools-Russische Oorlog
Tijdens de Pools-Russische Oorlog van 1920-1921 was Toechatsjevski de opperbevelhebber van het Rode Leger. Hij wist door te stoten tot aan Warschau. Na een tegenoffensief van de Polen, sloten de Russen en Polen vrede. Toechatsjevski kwam in conflict met Stalin. Beiden gaven elkaar de schuld van het falen van de inname van Warschau.

## West-Europa
Begin jaren twintig studeerde Toechatsjevski in West-Europa, waar hij kennismaakte met de nieuwste militaire technieken en wapens, zoals de tank. Hij werd een groot voorstander van een grootscheepse hervorming van het Rode Leger. Thuis in Rusland merkte hij echter dat de meeste officieren en generaals zijn legerhervormingen afwezen. Mede dankzij Toechatsjevski kon de Duitse Reichswehr, het leger van de Weimarrepubliek, in het geheim trainen in de Sovjet-Unie.
Van 1925 tot 1928 was Toechatsjevski chef van de generale staf van het Rode Leger. Van 1931 tot 1937 was hij vicevolkscommissaris van Defensie. In 1935 werd Toechatsjevski Maarschalk van de Sovjet-Unie. In januari 1936 bezocht hij het Verenigd Koninkrijk, Frankrijk en Duitsland. In Duitsland zou hij zich laatdunkend hebben uitgesproken over het Rode Leger, het communisme en Jozef Stalin.

## Arrestatie

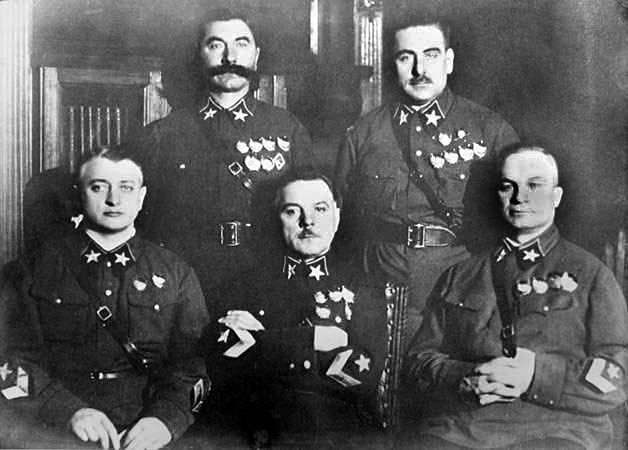
De vijf maarschalken van de Sovjet-Unie in 1935. V.l.n.r. Toechatsjevski, Boedjonny, Vorosjilov, Blücher, Jegorov. Jegorov en Blücher zaten in het tribunaal dat Toechatsjevski ter dood veroordeelde. Een jaar later werden zij zelf gearresteerd en ter dood gebracht.

In maart 1937 werden Toechatsjevski en enkele belangrijke generaals en maarschalken gearresteerd op verdenking van een samenzwering met hulp van Duitsland. Toechatsjevski's contacten met Duitsland zouden volgens de Russische geheime dienst NKVD reeds in de jaren twintig zijn gelegd, toen de Reichswehr in de Sovjet-Unie trainde en zouden zijn geïntensiveerd tijdens Toechatsjevski's bezoek aan de leiding van de Wehrmacht in Duitsland in 1936.
Later (half mei 1937) doken 'toevallig' vervalste documenten, afkomstig van de Duitse Sicherheitsdienst (SD), op in Praag, waarin Toechatsjevski werd genoemd als leider van een complot tegen Stalin. De Tsjechen speelden deze informatie door aan de Sovjet-Unie. Het is zeer goed mogelijk dat Reinhard Heydrich vervalste documenten had laten samenstellen door de SD en die met opzet had laten opduiken in Tsjecho-Slowakije (de Tsjechen waren bondgenoten van de Russen) om zo de arrestatie van Toechatsjevski voor elkaar te krijgen. Tegenover Abwehr-chef Wilhelm Canaris had Heydrich immers verklaard dat de SD de hand had gelegd op documenten uit de tijd van de samenwerking van de Reichswehr met  het Rode Leger en had de daarin voorkomende mededelingen en handtekeningen gebruikt om een valse briefwisseling te produceren, waaruit moest blijken dat Sovjetgeneraals met Duitse officieren betrekkingen onderhielden die het karakter van landverraad hadden. Op de vraag van Admiraal Wilhelm Canaris waarom hij dit spel gespeeld had, antwoordde de Gestapo-chef dat het idee van de Führer zelf kwam, omdat het nodig was de top van het Sovjetleger te decimeren en daardoor het geheel te verzwakken. "Het geheel is een schaakzet van de Führer en past in het algemene plan voor de komende jaren."
Volgens de NKVD zou Toechatsjevski een staatsgreep hebben willen plegen om Stalin af te zetten (of te doden) en een militaire dictatuur in te stellen met hemzelf als militair dictator in de trant van Napoleon (vandaar zijn bijnaam: 'De Rode Napoleon').
Toechatsjevski werd tijdens een geheim proces te Moskou ter dood veroordeeld en geëxecuteerd (met hem nog vier andere opperbevelhebbers).
Of de aanklacht tegen Toechatsjevski gegrond was of niet, is nu nog altijd de vraag. De opening van de archieven van het Kremlin begin jaren negentig heeft geen nieuwe feiten aan het licht gebracht. Mogelijk is Toechatsjevski's betrokkenheid bij een complot tegen Stalin (de relatie tussen de twee was op zijn zachtst gezegd 'niet goed') niet geheel verzonnen door de NKVD.
- Bibsys: 8034986
- Biblioteca Nacional de España: XX1179738
- Bibliothèque nationale de France: cb12244620v (data)
- CiNii: DA10967199
- Gemeinsame Normdatei: 118763091
- International Standard Name Identifier: 0000 0000 8374 1250
- Library of Congress Control Number: n82272108
- Nationale Bibliotheek van Letland: 000087466
- Bibliotheek van het Japanse parlement: 00621577
- Nationale Bibliotheek van Tsjechië: jn20000720306
- Nationale Bibliotheek van Israël: 987007273381105171
- Nationale Bibliotheek van Polen: a0000001179896
- Nationale en Universitaire bibliotheek Zagreb: 000187973
- Nederlandse Thesaurus van Auteursnamen: 126990700
- Réseau des bibliothèques de Suisse occidentale: 02-A013521853
- LIBRIS: 97862
- Système universitaire de documentation: 03118121X
- Virtual International Authority File: 39432688
- WorldCat: E39PBJxmCrjMvrQxJxVWmf8grq